# Cicadèl·lids
Els cicadèl·lids (Cicadellidae) són una família d'hemípters auquenorrincs de la superfamília Membracoidea. Són petits insectes menjadors de plantes distribuïts a tot el món. Constitueixen una de les famílies més grans d'hemípters, amb ha almenys 20.000 espècies descrites.
Els cicadèl·lids s'alimenten de la saba d'una àmplia i variada gamma de plantes a les quals poden transmetre virus i bacteris. Algunes espècies són importants plagues agrícoles de la patata, remolatxa, poma, etc. Principalment consumeixen la vegetació, però se sap que també es dediquen a petits insectes com ara pugons.

## Subfamílies
- Acostemminae
- Agalliinae
- Aphrodinae
- Arrugadinae
- Austroagalloidinae
- Bythoniinae
- Cicadellinae
- Coelidiinae
- Deltocephalinae
- Errhomeninae
- Euacanthellinae
- Eupelicinae
- Eurymelinae
- Euscelinae
- Evacanthinae
- Evansiolinae
- Gyponinae
- Hylicinae
- Iassinae
- Idiocerinae
- Ledrinae
- Macropsinae
- Makilingiinae
- Megophthalminae
- Mileewinae
- Mukariinae
- Neobalinae
- Neocoelidiinae
- Neopsinae
- Nioniinae
- Nirvaninae
- Phereurhininae
- Selenocephalinae
- Signoretiinae
- Stegelytrinae
- Tartessinae
- Tinterominae
- Typhlocybinae
- Xestocephalinae